# Comunità Montana dei Cimini

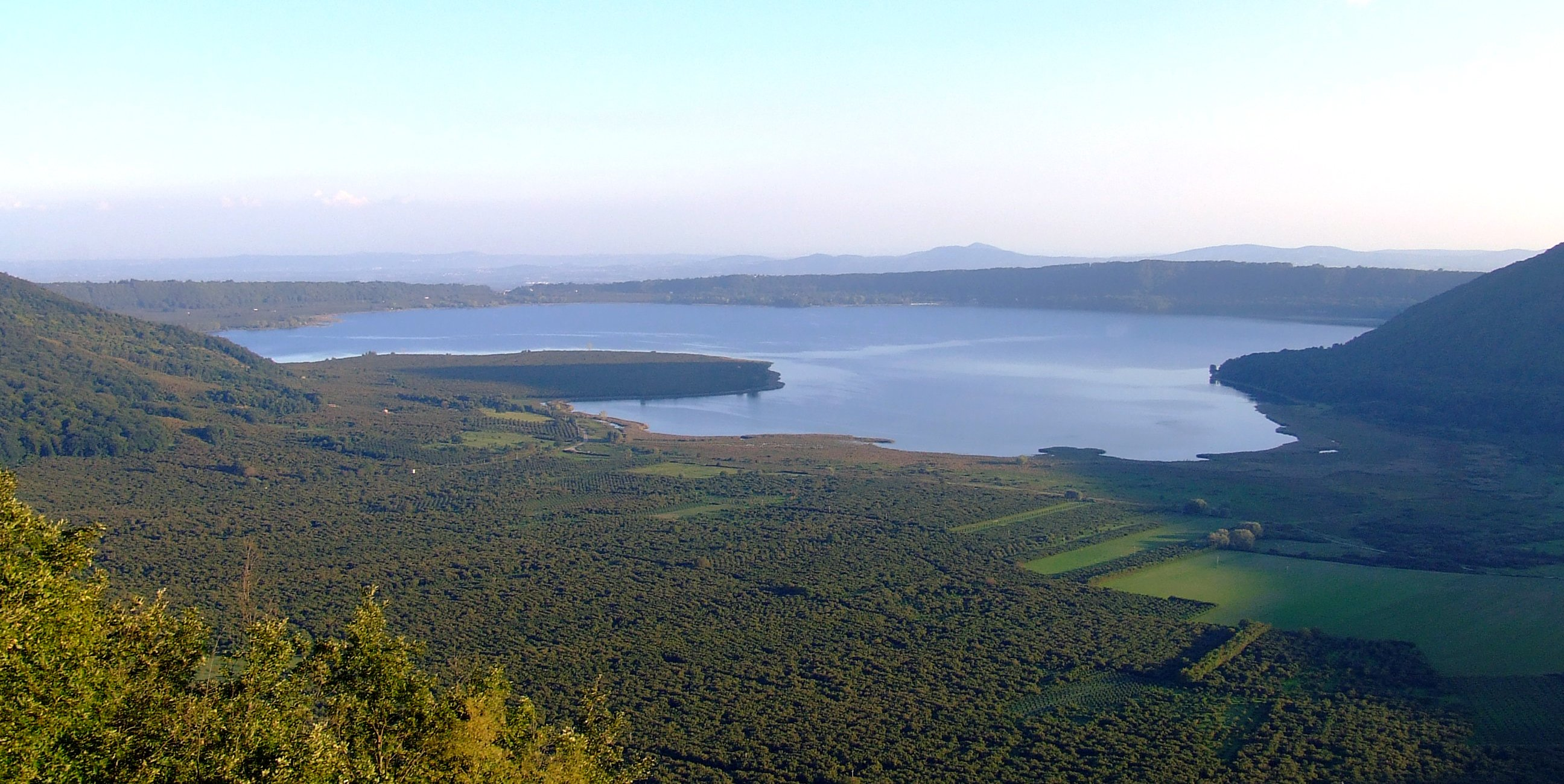
Der Vicosee und die Monti Cimini

Die Comunità Montana dei Cimini Zona II del Lazio ist eine Vereinigung aus zehn Gemeinden in der italienischen Provinz Viterbo. Sie entstand aus den in der Regel recht kleinen Gemeinden, die zumindest teilweise in Bergregionen liegen, um die wirtschaftliche Entwicklung der Region zu stärken. Weitere Aufgaben sind die Stärkung des Tourismus, des Naturschutzes und die Erhaltung der ländlichen Kultur.
Das Gebiet der Comunità Montana umfasst die Monti Cimini rund um den Vicosee. Dieses Gebirge ist der Rest der Caldera, eines erloschenen Vulkans. Das Kerngebiet rund um den Kratersee nimmt das Naturreservat Vicosee (Riserva Naturale Regionale Lago di Vico) ein.
In den dreißigköpfigen Rat der Comunità entsenden die Gemeinderäten der beteiligten Kommunen je drei Mitglieder.
Die Comunità umfasst folgende Gemeinden:
- Canepina
- Capranica
- Caprarola
- Carbognano
- Ronciglione
- Soriano nel Cimino
- Vallerano
- Vetralla
- Vignanello
- Vitorchiano

Die Ortsteile Bagnaia und San Martino al Cimino der Provinzhauptstadt Viterbo gehören zur Comunità Montana.